# Ge'ulej Tejman
Ge'ulej Tejman (hebrejsky גְּאֻלֵי תֵּימָן, doslova „Vysvobození z Jemenu“, v oficiálním přepisu do angličtiny Ge'ule Teman, přepisováno též Ge'ulei Teiman) je vesnice typu mošav v Izraeli, v Centrálním distriktu, v Oblastní radě Emek Chefer.

## Geografie
Leží v nadmořské výšce 8 metrů v hustě osídlené a zemědělsky intenzivně využívané pobřežní nížině respektive Šaronské planině. Západním směrem nedaleko od vesnice protéká vodní tok Nachal Alexander.
Obec se nachází 4 kilometry od břehu Středozemního moře, cca 35 kilometrů severoseverovýchodně od centra Tel Avivu, cca 48 kilometrů jihojihozápadně od centra Haify a 7 kilometrů jižně od města Chadera. Ge'ulej Tejman obývají Židé, přičemž osídlení v tomto regionu je etnicky převážně židovské. Vesnice vytváří společně s okolními obcemi Eljašiv, Bejt Chazon, Kfar ha-Ro'e, Chibat Cijon, Cherev le-Et, Ejn ha-Choreš, Giv'at Chajim Ichud, Giv'at Chajim Me'uchad a Chogla téměř souvislou aglomeraci zemědělských osad. Tento urbanistický celek je navíc na severu napojen na město Eljachin.
Ge'ulej Tejman je na dopravní síť napojen pomocí místních komunikací v rámci zdejší aglomerace zemědělských vesnic. Na východním okraji obec míjí dálnice číslo 4.

## Dějiny
Ge'ulej Tejman byl založen v roce 1947. Zakladateli vesnice byli židovští osadníci z obce Kfar Ja'bec, která byla jimi opuštěna během války za nezávislost v roce 1948. Roku 1949 pak do vesnice dorazila i skupina nových židovských přistěhovalců z Jemenu.
Místní ekonomika je založena na zemědělství, většina obyvatel ale za prací dojíždí mimo obec.

## Demografie
Podle údajů z roku 2014 tvořili naprostou většinu obyvatel v Ge'ulej Tejman Židé (včetně statistické kategorie "ostatní", která zahrnuje nearabské obyvatele židovského původu ale bez formální příslušnosti k židovskému náboženství).
Jde o menší sídlo vesnického typu s dlouhodobě stagnující populací. K 31. prosinci 2014 zde žilo 364 lidí. Během roku 2014 populace klesla o 1,1 %.
| Rok            | 1961 | 1972 | 1983 | 1995 | 2001 | 2003 | 2004 | 2005 | 2006 | 2007 | 2008 | 2009 | 2010 | 2011 | 2012 | 2013 | 2014 |
| -------------- | ---- | ---- | ---- | ---- | ---- | ---- | ---- | ---- | ---- | ---- | ---- | ---- | ---- | ---- | ---- | ---- | ---- |
| Počet obyvatel | 355  | 339  | 324  | 308  | 311  | 304  | 298  | 295  | 298  | 304  | 315  | 352  | 355  | 350  | 368  | 368  | 364  |